# Micoeterotrofia

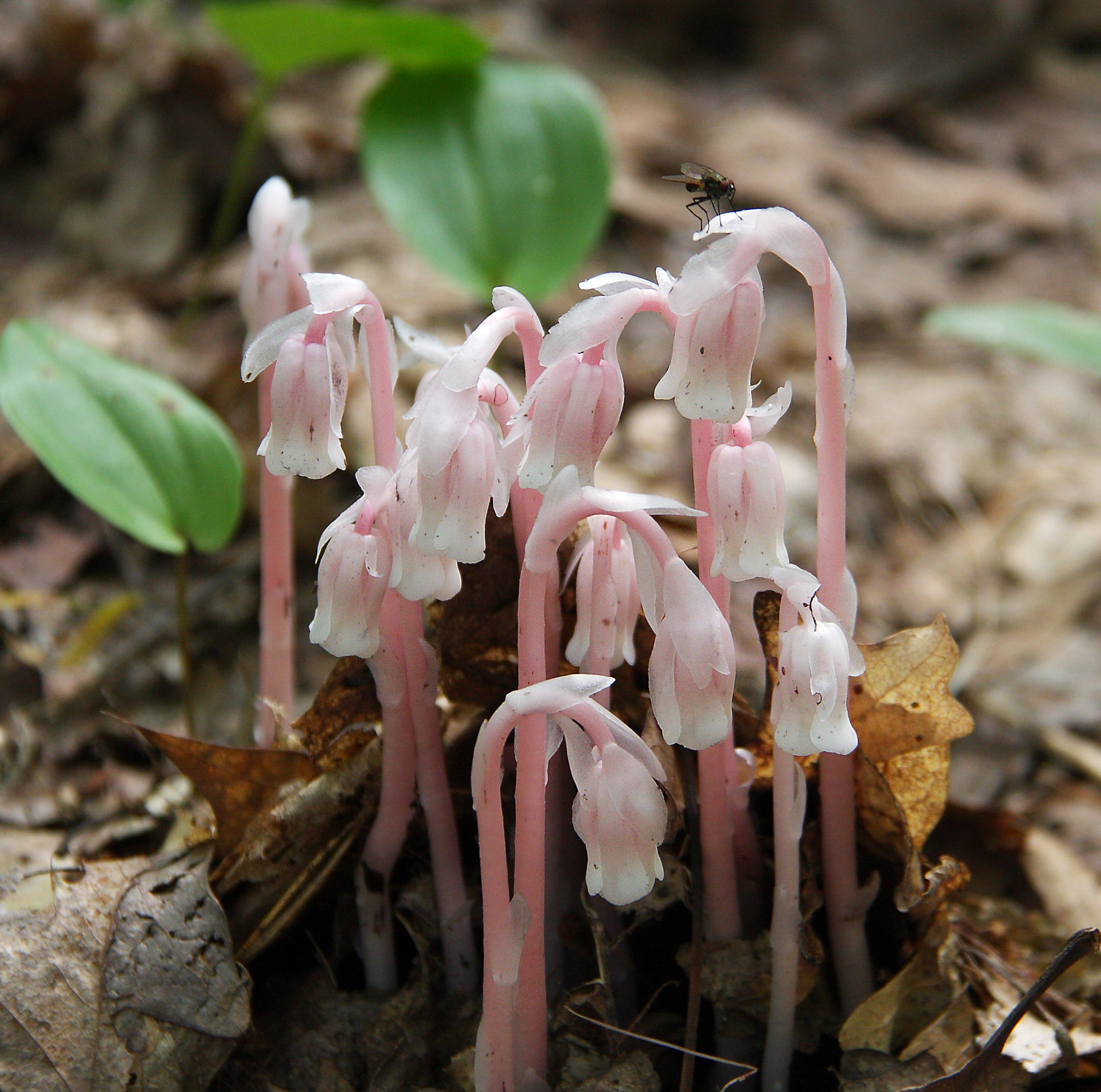
Monotropa uniflora, una specie micoeterotrofa che parassitizza funghi della famiglia delle Russulaceae.

La micoeterotrofia (dal greco: μυκός mykós, "fungo", ἕτερος heteros = "altro", e τροφή trophe = "nutrizione") è una relazione parassitica che consente ad alcune specie di piante di ottenere carbonio dai funghi, piuttosto che dalla fotosintesi.
La micoeterotrofia si è sviluppata  indipendentemente in diverse linee evolutive ed è stata descritta tra le epatiche, le conifere e le angiosperme (monocotiledoni e dicotiledoni), in particolare nelle seguenti famiglie: Burmanniaceae, Corsiaceae, Ericaceae, Gentianaceae, Iridaceae, Orchidaceae, Petrosaviaceae, Polygalaceae, Thismiaceae e Triuridaceae .